# Debra Harrison-Lowe
Debra Harrison-Lowe (* 1984 oder 1985) ist eine US-amerikanische Schauspielerin.

## Leben
Debra Harrison-Lowe ist britischer Herkunft. Von 2002 bis 2006 studierte sie an der Eastern Michigan University und schloss ihr Studium mit dem Bachelor of Science ab. 2009 debütierte sie in den Spielfilmen The Terminators und Transmorphers 3 – Der dunkle Mond als Filmschauspielerin. Nach Nebenrollen in den Filmproduktionen Jelly, MILF – Je reifer die Frucht, desto süßer der Saft und Die Prinzessin und das Pony wirkte sie 2011 in House of the Rising Sun mit. 2016 spielte sie die weibliche Hauptrolle der Michelle Atwell im Film Life Prescribed. 2017 spielte sie die Rolle der The Surgeon in zehn Episoden der Fernsehserie Dark Lies, für die sie auch in allen zehn Episoden das Drehbuch schrieb und für die Produktion zuständig war. 2018 folgte eine Rolle im Fernsehfilm Joe vs. Joe. 2019 spielte sie in den Spielfilmen Wronged und The Boy and his Monster sowie in einer Episode der Fernsehserie Land of the Outlaws mit.

## Filmografie (Auswahl)
- 2009: The Terminators
- 2009: Transmorphers 3 – Der dunkle Mond (Transmorphers: Fall of Man)
- 2010: Jelly
- 2010: MILF – Je reifer die Frucht, desto süßer der Saft (Milf)
- 2011: Die Prinzessin und das Pony (Princess and the Pony)
- 2011: House of the Rising Sun
- 2011: Chemistry (Fernsehserie, 2 Episoden)
- 2011: Batting Practice (Kurzfilm)
- 2014: Crossroads
- 2014: Destiny (Kurzfilm)
- 2015: The Pack: Hunters (Fernsehfilm)
- 2016: Life Prescribed
- 2017: Dark Lies (Fernsehserie, 10 Episoden; auch Drehbuch und Produktion)
- 2018: Joe vs. Joe (Fernsehfilm)
- 2019: Wronged
- 2019: The Boy and his Monster
- 2019: Land of the Outlaws (Fernsehserie, Episode 1x01)